# Bojnik
Pour les articles homonymes, voir Bojnik (homonymie).
Bojnik (en serbe cyrillique : Бојник) est une localité et une municipalité de Serbie situées dans le district de Jablanica. Au recensement de 2011, la localité comptait 3 099 habitants et la municipalité dont elle est le centre 11 073.
Bojnik est officiellement classé parmi les villages de Serbie.

## Géographie
Bojnik est située au sud-est de la Serbie, à une vingtaine de kilomètres de Leskovac, sur les bords de la Pusta reka, un affluent de la Južna Morava, et dans la dépression éponyme de la Pusta reka. La localité est entourée par les monts Radan et Majdan à l'ouest et par le mont Kremen au sud et au sud-est.

## Localités de la municipalité de Bojnik

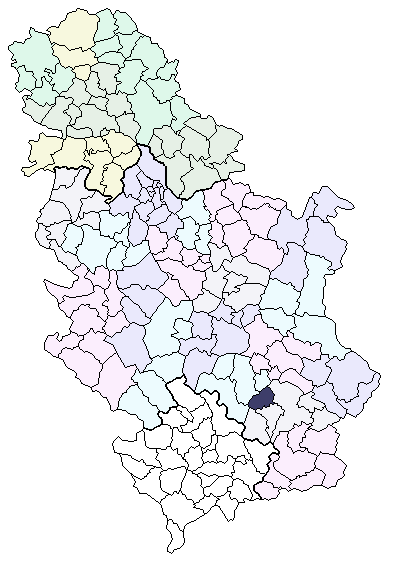
Localisation de la municipalité de Bojnik en Serbie

La municipalité de Bojnik compte 36 localités :
| - Bojnik - Borince - Brestovac - Vujanovo - Gornje Brijanje - Gornje Konjuvce - Granica - Dobra Voda - Donje Konjuvce - Dragovac - Dubrava - Đinđuša | - Zeletovo - Zorovac - Ivanje - Kamenica - Kacabać - Kosančić - Lapotince - Lozane - Magaš - Majkovac - Mijajlica - Mrveš | - Obilić - Obražda - Orane - Plavce - Pridvorica - Rečica - Savinac - Slavnik - Stubla - Turjane - Ćukovac - Crkvice |

Toutes les localités, y compris Bojnik, sont officiellement classées parmi les « villages » (село/selo).

## Démographie

### Ville

#### Évolution historique de la population dans la localité
| 1948  | 1953  | 1961  | 1971  | 1981  | 1991  | 2002  | 2011  |
| ----- | ----- | ----- | ----- | ----- | ----- | ----- | ----- |
| 1 004 | 1 110 | 1 448 | 1 780 | 2 241 | 2 825 | 3 159 | 3 099 |

## Politique
À la suite des élections locales serbes de 2008, les 28 sièges de l'assemblée municipale de Bojnik se répartissaient de la manière suivante :
| Parti                                  | Sièges |
| -------------------------------------- | ------ |
| Liste « Mouvement pour le changement » | 6      |
| Parti démocratique                     | 5      |
| Alliance démocratique                  | 5      |
| Parti radical serbe                    | 5      |
| Parti démocratique de Serbie           | 3      |
| G17 Plus                               | 3      |
| Nouvelle Serbie                        | 1      |

Nebojša Nenadović, membre du Parti démocratique du président Boris Tadić, a été élu président (maire) de la municipalité ; il était à la tête de la coalition Pour une Serbie européenne, soutenue par le président Tadić et composée du Parti démocratique et du parti G17 Plus.